# Nasuh Akar
Nasuh Akar (Boğazlıyan, 10 maggio 1925 – Seydişehir, 18 maggio 1984) è stato un lottatore turco, specializzato nella lotta libera.

## Palmarès
- Giochi olimpici

Londra 1948: oro nei pesi gallo.
- Mondiali

Helsinki 1951: oro nei pesi gallo.
- Europei

Stoccolma 1946: argento nei pesi gallo.
Istanbul 1949: oro nei pesi gallo.